# Hof te Ruysbroeck
Het Hof te Rusybroeck of Hof te Ruybroeck was een hoeve in de stad Ninove in de Belgische provincie Oost-Vlaanderen. De hoeve bevond zich zo'n drie kilometer ten noordwesten van het stadscentrum, nabij de grens met Denderhoutem. Ze lag in een landelijk koutergebied, nabij enkele holle wegen die gekend zijn als de Diepe Straten.

## Geschiedenis
De abdijhoeve werd opgericht in 1140 door de norbertijner Sint-Corneliusabdij van Ninove.
Een kaart van Fricx uit het begin van de 18de eeuw vermeldt hier de naam t Hof Terbroeck.  De Villaretkaart uit het midden van de 18de eeuw toont Thof Ter Ruybroeck. De Ferrariskaart uit de jaren 1770 toont een semi-gesloten hoevecomplex Cense Ruybroeck. De Villaret- en Ferrariskaart tonen iets ten westen ook een kapelletje, de Chapelle Ruybroeck.
De Atlas der Buurtwegen uit 1841 geeft de hoeve aan als Ruysbroeck Ferme; de Vandermaelenkaart uit het midden van de 19de eeuw als Ruybroeck ou Presbytère Ferme. Op beide kaarten is het kapelletje verdwenen.
Aan het kruispunt net ten westen van de hoeve werd in de tweede helft van de 19de eeuw een nieuwe veldkapel opgetrokken.
De hoeve verdween volledig op het eind van 20ste eeuw.